# Park Plaza Hotels & Resorts
Park Plaza Hotels Limited ist ein Tochterunternehmen der Radisson Hotel Group. Es ist Eigentümer, Betreiber und Franchisegeber von Hotels in 56 Ländern in Europa, dem Nahen Osten und Afrika. Vorwiegend werden die Hotels unter den Marken Park Plaza Hotels & Resorts und art'otel geführt.
Zu art'otel gehören sechs Hotels in Deutschland und Ungarn. Im Besitz der Gruppe befinden sich 35 Hotels mit fast 7.000 Zimmern, darunter das Park Plaza Westminster Bridge London, eines der größten Hotels der Stadt. Aktien der Park Plaza Hotels sind zum Handel an der Londoner Börse zugelassen; das Unternehmen hat Büros in Amsterdam, London und Berlin.

## Geschichte
1989 wurde Park Plaza Mandarin Eindhoven gegründet. Park Plaza Viktoria Amsterdam kam 1993 zur Gruppe. 1999 erfolgte die Eröffnung des ersten Hotels in Großbritannien. Park Plaza Hotels führte 2001 ein neues Logo und Brand ein. Im selben Jahre war die Eröffnung von 2 Hotels in London. 2002 wurde ein strategisches Marketing und Reservierungsbündnis mit Carlson Hotels Worldwide abgeschlossen. 2004 folgte die Eröffnung Park Plaza Belfast und 2005 des Park Plaza Cardiff, Park Plaza Riverbank London und Plaza on the River. 2006 kam es zu einer Übernahme zweier neuer art'otels in Deutschland und der Eröffnung Park Plaza Wallstreet Berlin. Park Plaza Hotels ging 2007 an die Börse in London AIM. 2008 war die Eröffnung Park Plaza County Hall London und 2010 die des Park Plaza Westminster Bridge London und art'otel cologne.